# 액션 파이터
액션 파이터(Action Fighter, アクション ファイター)는 1986년 세가가 아케이드용으로 출시한 머리 위 차량 전투 게임이다. 같은 해 세가 마스터 시스템으로 포팅되었고 이후 아미가, 암스트래드 CPC, 아타리 ST, 코모도어 64, ZX 스펙트럼 및 IBM PC 호환기종으로 포팅되었다.
플레이어는 슈퍼바이크를 타고 게임을 시작한다. 후속 레벨에서는 게임 타이틀 화면에서 볼 수 있듯이 스포츠카, 추가 날개를 통한 제트기, 제트 스키, 헬리콥터 및 포뮬러 원 경주용 자동차를 모두 운전할 수 있다. 모든 차량은 적의 차량과 총포 배치를 처리하기 위해 무장되어 있다. 헬리콥터 레벨은 수직으로 스크롤되는 슈팅 게임으로 플레이된다.